# Steven Cousins
Pour les articles homonymes, voir Cousins (homonymie).
Steven Cousins (né le 24 mai 1972 à Chester en Angleterre), est un patineur artistique britannique. Octuple champion de Grande-Bretagne, il a représenté son pays à trois olympiades (1992,1994 et 1998)

## Biographie

### Carrière sportive
Steven Cousins commence le patinage à l'âge de six ans. Il participe à son premier championnat britannique à l'âge de 14 ans, et trois ans plus tard, il devient champion de Grande-Bretagne senior. Ainsi, à 17 ans, il est le plus jeune champion britannique de la catégorie des messieurs. Il va dominer le patinage britannique masculin pendant toute la décennie. Il remporte en effet huit titres nationaux entre 1990 à 1998. Il n'est battu qu'une seule fois en 1997 par Neil Wilson.
Sur le plan international, il représente son pays à neuf championnats d'Europe et neuf championnats du monde. Son meilleur résultat européen est une 4e place aux championnats de 1996 à Sofia et son meilleur résultat mondial est une 8e place aux championnats de 1995 dans son pays à Birmingham.
Il représente également son pays à trois olympiades, en progressant régulièrement dans le classement: 12e aux Jeux de 1992 à Albertville, 9e aux Jeux de 1994 à Lillehammer pour finir à la 6e place des Jeux de 1998 à Nagano. Il est le premier britannique à réussir un triple Axel en compétition, lors des Jeux de 1994 en Norvège.
Il a été formé au Royaume-Uni et aux États-Unis, avant de s'installer en 1993 à Barrie au Canada pour s'entraîner à la "Mariposa School of Skating". Il a été entraîné par Doug Leigh.
Après les championnats du monde de 1998 à Minneapolis où il prend la 7e place mondiale, Steven Cousins décide de quitter le patinage amateur.

### Reconversion
Il continue à patiner professionnellement à travers le monde avec le spectacle sur glace "Stars on Ice" jusqu'en 2007. Il travaille également en tant que chorégraphe.
En juin 2003, il se marie avec la danseuse sur glace Kristina Lenko, mais le couple se sépare dès à l'été 2006 avant de divorcer. Il vit ensuite avec la patineuse Elena Berejnaïa, qu'il a rencontré aux Jeux olympiques d'hiver de 2002 à Salt Lake City. Ils deviennent parents le 6 octobre 2007 avec la naissance de leur fils Trysten à Londres, et le 21 juin 2009 avec la naissance de leur fille Sofia Diana à Saint-Pétersbourg.
En mai 2010, il rejoint l'école internationale de patinage sur glace ("International Skating School at Planet Ice") à Coventry en Angleterre.

## Palmarès
| Compétition                     | 1987    | 1988    | 1989    | 1990    | 1991    | 1992    | 1993    | 1994    | 1995    | 1996    | 1997    | 1998    |  |  |
| Jeux olympiques d'hiver         |         |         |         |         |         | 12e     |         | 9e      |         |         |         | 6e      |  |  |
| Championnats du monde           |         |         |         | 18e     | 16e     | 16e     | 18e     | 10e     | 8e      | 15e     | 11e     | 7e      |  |  |
| Championnats d’Europe           |         |         |         | 15e     | 8e      | 7e      | 9e      | 11e     | 8e      | 4e      | 11e     | 6e      |  |  |
| Championnats de Grande-Bretagne |         |         |         | 1er     | 1er     | 1er     | 1er     | 1er     | 1er     | 1er     | 2e      | 1er     |  |  |
| Championnats du monde juniors   | 19e     |         | 12e     | 9e      |         |         |         |         |         |         |         |         |  |  |
|                                 |         |         |         |         |         |         |         |         |         |         |         |         |  |  |
| Grand Prix ISU                  | 1986/87 | 1987/88 | 1988/89 | 1989/90 | 1990/91 | 1991/92 | 1992/93 | 1993/94 | 1994/95 | 1995/96 | 1996/97 | 1997/98 |  |  |
| Skate America                   |         |         |         |         | 12e     | 7e      | 8e      |         |         |         |         |         |  |  |
| Skate Canada                    |         |         |         | 11e     |         | 5e      |         | 3e      |         | 5e      | 4e      |         |  |  |
| Coupe d'Allemagne               |         |         |         |         | 8e      |         | 5e      | 6e      |         |         |         | 9e      |  |  |
| Trophée de France               |         |         |         |         |         | 7e      |         |         |         |         |         |         |  |  |
| Coupe de Russie                 |         |         |         |         |         |         |         |         |         |         | 8e      |         |  |  |
| Trophée NHK                     |         |         |         |         |         |         |         |         |         | 5e      |         |         |  |  |
| Légende : F= Forfait            |         |         |         |         |         |         |         |         |         |         |         |         |  |  |